# 阿莱乌斯一世
阿莱乌斯一世（前312年—前265年），公元前309年至公元前265年斯巴达阿基斯族王。他继承祖父克莱奥美奈斯二世为王，并于公元前280年入侵埃托利亚，未果。公元前273年，他从克里特战场中被召回，以把伊庇鲁斯同盟的皮洛士赶出斯巴达。随后，公元前268年，他与雅典和托勒密二世一同发动抗击马其顿的克雷莫尼迪恩战争。在科林斯战役中，他被安提戈努斯二世（戈努斯人）所杀。他是首位在钱币上和铭文中为自己颂功，首位坐拥设计精美宫殿的斯巴达王。